# Pasivación

Mecanismo de pasivación de un acero inoxidable: los átomos de cromo del acero reaccionan con el oxígeno del aire y forman una capa protectora de óxido de cromo

La pasivación es la formación de una película relativamente inerte sobre la superficie de un material (frecuentemente un metal), que lo enmascara en contra de la acción de agentes externos. Aunque la reacción entre el metal y el agente externo sea termodinámicamente factible a nivel macroscópico, la capa o película pasivante no permite que estos puedan interactuar, de tal manera que la reacción química o electroquímica se ve reducida o completamente impedida.
La pasivación no debe ser confundida con la inmunidad, en la cual el metal base es por sí mismo resistente a la acción de los medios corrosivos, por ejemplo el oro y el platino, que no se oxidan fácilmente y por eso se les llama metales nobles.
En muchos casos, la formación de esta película pasivante es espontánea cuando el metal entra en contacto con el agente externo. Un ejemplo clásico es el aluminio. Cuando una superficie de este metal entra en contacto con el aire ambiental, la parte más externa del objeto se oxida espontáneamente para formar una capa transparente e impermeable de alúmina Al2O3 tipo cerámica, muy congruente y adherente. Por esta razón, aunque el aluminio es termodinámicamente muy reactivo, la capa pasivante lo protege de manera muy efectiva en contra de la corrosión en condiciones ordinarias. Para lograr la corrosión de este metal se requieren ácidos minerales o un determinado sobrepotencial electroquímico. Otro caso típico es el acero inoxidable. Como resultado de su contenido en cromo, esta aleación forma naturalmente una capa de óxido de algunos angstrom de espesor, y de esta forma queda protegido contra muchos agentes corrosivos, encontrando amplio uso en la industria y la vida diaria.
Por otro lado, la formación de una película pasivante no se limita a la oxidación de un metal base. También hay casos donde la película pasivante se forma por reducción. En este caso puede ser producto de la reducción electroquímica de algún óxido o sulfuro. Por ejemplo, se ha intentado la electro-refinación directa de matas de cobre (sulfuro de cobre) sin pasar por la etapa de convertidor metalúrgico. Sin embargo la reducción del sulfuro forma una película pasivante de azufre elemental que entorpece el proceso por lo que esta alternativa aún se encuentra en investigación, muestra de que no siempre es deseable la formación de esta capa pasivante.

## La pasivación como proceso de manufactura
Existen muchas técnicas para fomentar, robustecer o inclusive crear artificialmente una película pasivante en metales, tales como el parkerizado o fosfatado, pavonado, anodizado, etc. Sin embargo, el nombre proceso de pasivación o pasivado de metales usualmente se reserva para el proceso de formación de una capa externa al metal, con el fin de aislarlo del exterior. Esta capa externa está formada por una asociación del metal mismo (u otro metal agregado a la aleación para tal fin, como el cromo) con oxígeno, formando una cadena M-O-M.
La capa pasivante es el resultado de este proceso químico, empleado por la industria de la manufactura durante la producción de algunos objetos o utensilios metálicos, incluyendo diversidad de instrumentos quirúrgicos, válvulas y conexiones de precisión de acero inoxidable. Por pertenecer a los procesos de acabados (o procesos secundarios), son aplicados generalmente en baños de inmersión casi siempre en las etapas finales y posteriores al mecanizado y limpieza del objeto.

## Tipos de pasivado
En el caso de acero inoxidable, existen primordialmente dos tipos de pasivado de acuerdo con el contenido del ácido principal utilizado en la concentración química: pasivado nítrico y pasivado cítrico. El proceso de pasivación utilizando el ácido cítrico es considerado ecológicamente un poco más sano, aunque actualmente el uso del ácido nítrico como agente oxidante es aún el más popular.

## Método de pasivado
Dependiendo del proceso, varios tanques de solución para baño del objeto pueden ser utilizados, y finalmente un tipo de horneado seca y culmina el método. No es recomendable incluir diferentes materiales en el mismo proceso.
La capa pasiva es lograda por la reacción en las superficies externas del objeto con el porcentaje en volumen del ácido en agua especialmente purificada; por consiguiente, el grosor de la capa pasiva es mínima. Esto significa que cualquier maltrato a la superficie protegida, por ejemplo una pequeña rayadura, puede causar que el objeto sea vulnerable a reacciones en el área dañada.
También, por la reacción externa, marcas intencionales —como lo puede ser el grabado en láser— previas a los baños químicos, pueden ser afectadas desfavorablemente.
Lógicamente, si las impurezas del material no son exitosamente removidas, ya sea por concentración incorrecta de los reactivos, o por algún otro factor que impida el efectivo baño purificador, incluyendo la calidad del agua en uso o una preparación incorrecta de la superficie (Lavado, desengrase, etc.), las impurezas probablemente serán más visibles cuando se sequen los líquidos, pues pueden haber sido descubiertas mas no habrán sido eliminadas.

## Pasivación o electropulido
En épocas recientes, aunque puede ser una aseveración debatible, se ha venido manejando también el electropulido como el mejor proceso de pasivación en la industria de manufactura con acero inoxidable. La razón es que estudios de Espectroscopía de electrones Auger (AES) y Espectroscopía fotoelectrónica para análisis químico (XPS) muestran una película pasivante muy superior en cuanto a enriquecimiento de cromo (debido a la disolución selectiva del hierro de la aleación) y también respecto a su mayor espesor (debido posiblemente a la acción anodizante del proceso mismo). 
El electropulido es un proceso que puede quitar el material externo, y por consiguiente, cambiar las dimensiones de una pieza. También, el acabado superficial es distinto.